# Élections législatives barbadiennes de 2018
Les élections législatives barbadiennes de 2018 se déroulent le 24 mai 2018 à la Barbade afin de renouveler les 30 membres de l'Assemblée. 
Le scrutin donne lieu à une alternance avec la victoire écrasante du Parti travailliste (BLP) sur le Parti travailliste démocrate au pouvoir. Le BLP remporte ainsi l'intégralité des sièges, une première dans l'histoire politique de l'île, alors même que l'élection voit concourir un nombre record de partis politiques d'opposition avant le regroupement d'une partie d'entre eux en coalition. Mia Mottley remplace Freundel Stuart au poste de Premier ministre de la Barbade, devenant ainsi la première femme à occuper cette fonction.

## Système politique et électoral
En 2018, la Barbade est une monarchie parlementaire et l'un des seize royaumes du Commonwealth : c'est un État indépendant qui reconnaît comme chef d'État symbolique la reine Élisabeth II en tant que reine de la Barbade. Elle est représentée sur place par un gouverneur général. Le pouvoir exécutif est exercé par le Premier ministre, chef du gouvernement, choisi par le parlement.
L'Assemblée est la chambre basse du parlement bicaméral de la Barbade. Elle est composée de 30 députés élus pour cinq ans au scrutin majoritaire uninominal à un tour dans autant de circonscriptions uninominales.

## Campagne
La campagne prend place dans le contexte d'une lente reprise économique à la suite de la crise économique de 2008. Le Parti travailliste (DLP) au pouvoir met en avant ses réalisations, s'appuyant sur huit trimestres consécutifs de croissance économique. Il promet de porter à 50 % l'autosuffisance alimentaire d'ici 2026, année qui marquera le soixantième anniversaire de l'indépendance de l'ex-colonie britannique. Le Parti travailliste démocrate (BLP) critique quant à lui le DLP pour sa politique fiscale et le coût de la vie dans le pays. Il s'engage notamment à reconstituer les réserves de devises, à alléger la charge fiscale, à assurer une collecte régulière des ordures, à développer les transports publics et à réparer les routes.

## Résultats
|                           |                                 |                           |         |       |       |        |               |  |  |
| Partis                    | Partis                          | Partis                    | Voix    | %     | +/-   | Sièges | +/-           |  |  |
|                           | Parti travailliste              | BLP                       | 112 955 | 73,47 | 25,24 | 30     | 16            |  |  |
|                           | Parti travailliste démocrate    | DLP                       | 33 551  | 22,64 | 29,49 | 0      | 16            |  |  |
|                           | Solutions Barbade               | SB                        | 3 772   | 2,45  | Nv.   | 0      | en stagnation |  |  |
|                           | Parti progressiste uni          | UPP                       | 1 913   | 1,24  | Nv.   | 0      | en stagnation |  |  |
|                           | Mouvement Barbade intègre       | BIM                       | 340     | 0,22  | Nv.   | 0      | en stagnation |  |  |
|                           | Parti bajan libre               | BFP                       | 107     | 0,07  | 0,04  | 0      | en stagnation |  |  |
|                           | Congrès populaire démocratique  | PDC                       | 55      | 0,04  | 0,02  | 0      | en stagnation |  |  |
|                           | Gouvernement du royaume         | KGB                       | 26      | 0,02  | 0,01  | 0      | en stagnation |  |  |
|                           | Parti conservateur progressiste | PCP                       | 10      | 0,01  | Nv.   | 0      | en stagnation |  |  |
|                           | Indépendants                    | Ind                       | 1 009   | 0,66  | 0,30  | 0      | en stagnation |  |  |
|                           |                                 |                           |         |       |       |        |               |  |  |
| Suffrages exprimés        | Suffrages exprimés              | Suffrages exprimés        | 153 738 | 99,70 |       |        |               |  |  |
| Votes blancs et invalides | Votes blancs et invalides       | Votes blancs et invalides | 455     | 0,30  |       |        |               |  |  |
| Total                     | Total                           | Total                     | 154 193 | 100   | –     | 30     | en stagnation |  |  |
| Abstentions               | Abstentions                     | Abstentions               | 104 708 | 40,44 |       |        |               |  |  |
| Inscrits / participation  | Inscrits / participation        | Inscrits / participation  | 258 901 | 59,56 |       |        |               |  |  |

## Analyse et conséquences

Parti arrivé en tête par circonscription.

La victoire du Parti travailliste (BLP) est écrasante, le parti remportant l'intégralité des sièges, une première dans l'histoire politique de l'île, alors même que l'élection voit concourir un nombre record de partis politiques d'opposition avant le regroupement d'une partie d'entre eux en coalition. Le Parti travailliste démocrate au pouvoir perd ainsi toute représentation à la chambre basse. Le Premier ministre de la Barbade Freundel Stuart cède la place le 25 mai à Mia Mottley, qui devient la première femme à occuper cette fonction.
En l'absence de toute opposition, le député Joseph Atherley (es) quitte le BLP le 2 juin pour prendre la fonction officielle de chef de l'opposition. Il fonde dans la foulée le Parti populaire pour la démocratie et le développement,